# ドースト・ムハンマド・ハーン
ドースト・ムハンマド・ハーン（1793年12月23日 - 1863年6月9日）は、アフガニスタンの首長（在位：1826年 - 1839年, 1843年 - 1863年）。サドーザイ朝に代わるバーラクザイ朝の創始者。ドゥースト・ムハンマドとも表記される。「ドースト・ムハンマド」は「ムハンマドの友」の意である。

## 生涯

### 生い立ち
ドゥッラーニー部族連合バーラクザイ部族 (Barakzai) 出身。部族長パーヤンダ・ハーンの数多くいる息子の一人で、母親はペルシャ人であったという。バーラクザイ部族は、当時のアフガニスタンの王（シャー）を出したサドーザイ部族の分族であり、サドーザイ朝で宰相（ワズィール）を出す部族であった。
サドーザイ朝（狭義のドゥッラーニー朝）は部族的支配の国家であり、王は同輩中の第一人者という位置づけであって、専制的な支配者ではなかった。国土はペシャーワル、カシミール、カンダハール、カーブルの諸州に分割され、それぞれ王族が統治していた。1793年に第2代国王ティムール・シャーが没すると、息子たち（ザマーン・シャー、マフムード・シャー、シュジャー・シャーら）によって抗争が繰り広げられた。サドーザイ朝が内乱状態になる中で、バーラクザイ部族は勢力を拡張していった。
1818年、バーラクザイ部族の勢力拡張を嫌ったカームラーン王子 (Shahzada Kamran Durrani) （当時王位にあったマフムード・シャーの子）が、部族長でカーブルの州知事を務めていたムハンマド・アズィーム（別名ファトフ・ハーン。1778年 - 1818年。ドースト・ムハンマドの兄）を殺害すると、バーラクザイ部族は各地で反乱をおこした。ドースト・ムハンマドも、カシミールから進撃してペシャーワルとカーブルを陥落させている。サドーザイ朝はヘラートに勢力を残すものの、事実上崩壊した。

### 建国
バーラクザイ部族は、1826年に国土を分割。このとき、ドースト・ムハンマドはカーブルを掌握し、ハーンを称して国家を建てた（この時点でカーブルのほか、ガズニー、ジャラーラーバードも彼の支配下にあった）。彼の兄コハンデル・ハーンがカンダハールを本拠とし、カームラーン王子と宰相ヤール・ムハンマド・ハーンのサドーザイ朝残存勢力がヘラートを本拠として、アフガニスタンに鼎立する状態がその後しばらく続いた。
1835年から、ドースト・ムハンマドはアミールを称した。なお、サドーザイ朝の王は「シャー」というイラン的な称号を名乗っており、「アミール」というイスラム的な呼称は、シーク教徒やインドのイギリス人に対する宗教意識の現われと見なされている。

### 第一次アフガン戦争
イギリスは、ロシアに対抗するためにアフガニスタン国内への軍の進駐を要求したが、ドースト・ムハンマドは、これに対してペシャーワルの回復という対価を要求した。アフガニスタンの強化を望まないイギリスは、旧王家サドーザイの元国王シュジャー・シャーと手を結ぶことを選び、1838年、アフガニスタンに対し宣戦を布告した（第一次アフガン戦争）。
アフガニスタンに侵攻したイギリス軍は、1839年8月、カーブルを占領。ドースト・ムハンマドはイギリスに捕らえられ、シュジャー・シャーがイギリスの後援の下でアフガニスタンの国王に就けられた。しかし、イギリスはカーブルとジャラーラーバードといった点を支配しているに過ぎず、傀儡君主であるシュジャー・ハーンにも信望はなかった（王国の実権を握っていたのは、ドースト・ムハンマドの長男で、シュジャー・ハーンの宰相を務めていたアクバル・ハーンであった）。各地で侵略軍に対する反乱が勃発した。ドースト・ムハンマドはこの機に乗じて脱出するも、結局イギリスに降伏し、インドに追放されている。
1842年にイギリス軍が撤退、シュジャー・シャーが暗殺されると、イギリスは戦争の継続を断念し、ドースト・ムハンマドの帰国を認めた。

### 治世後半
1843年、ドースト・ムハンマドは帰国、再びアフガニスタンの実権を握る。1855年、イギリスとの間に友好条約（ペシャーワル条約）を締結した。
第一次アフガン戦争終結後はイギリスに協力する姿勢を見せた。イラン（ガージャール朝）のナーセロッディーン・シャーによるヘラート進攻を契機とするアングロ・ペルシア戦争（1856年-1857年）や、インド大反乱（1857年 - 1859年）においてもイギリスを支援した。また。治世後半において、カンダハールやマザリシャリフを支配下に収め、その勢力はアム川以南のトルキスタンに及んだ。1863年にはサドーザイ家の手にあったヘラートを併合し、現在のアフガニスタンの勢力範囲をほぼまとめ上げた。
ヘラート占領の13日後に崩御。子のシール・アリー・ハーンが後を継いだが、やがてシールと異母兄弟の間で王位継承をめぐる争いが勃発する。

## 人物

### ジェームズ・ラットレーの記録

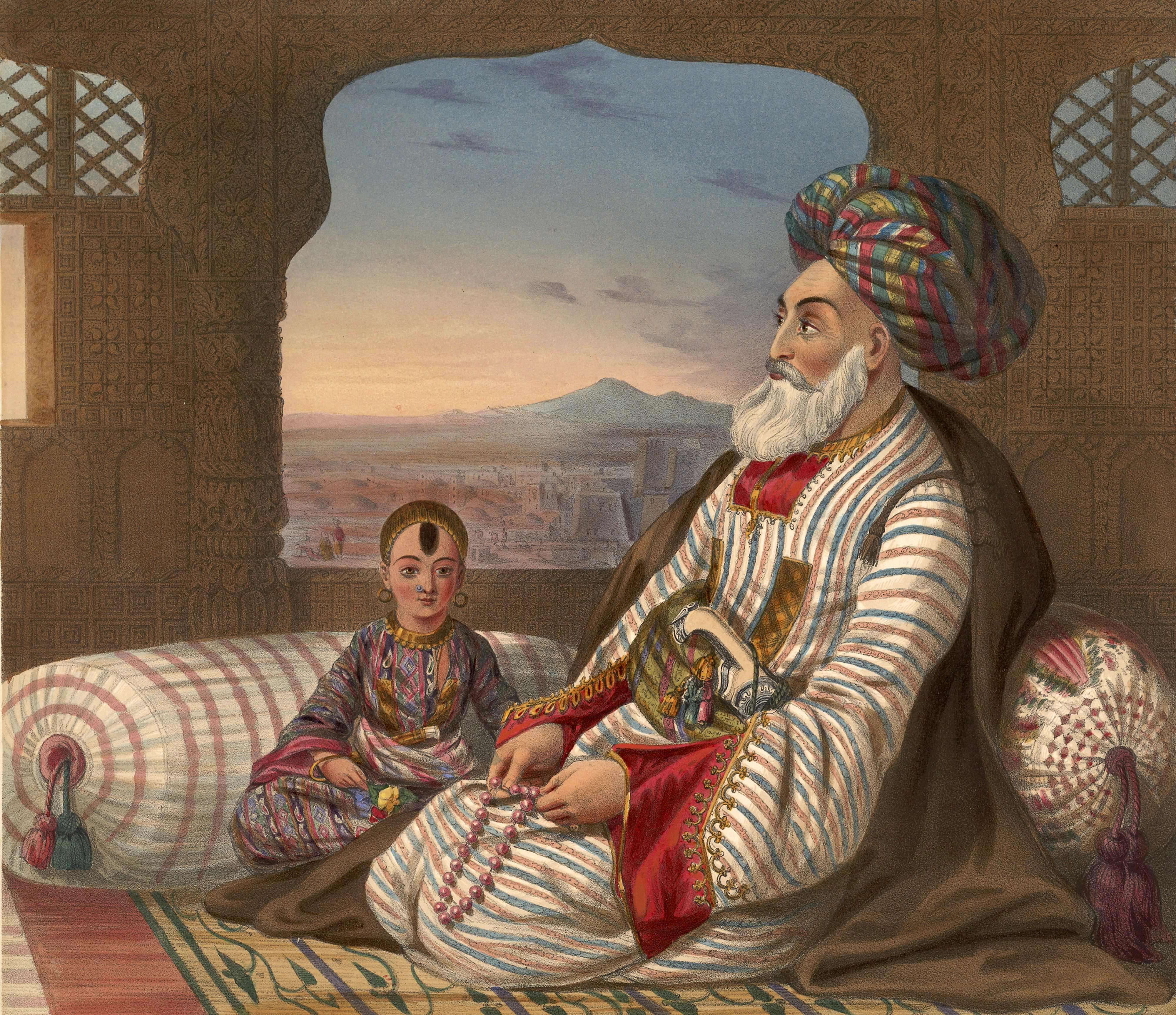
ジェームズ・ラットレー「アミール・ドースト・ムハンマド・ハーンおよび彼の末の息子」

第一次アフガン戦争に従軍した軍人・画家で、アフガニスタンの民俗誌を書き残したジェームズ・ラットレーは、ドースト・ムハンマドを「アフガンのクロムウェル」と評している。
ラットレーは、ドースト・ムハンマドが国事犯としてインドに護送される途中の1841年1月5日に面会している。ラットレーは面会時のドースト・ムハンマドの「寛大な態度と知性的な面差し」や、囚われの身で異国に送られるいら立ちなどを、好意的な筆致で描いている。
評伝的記載として「支配者としては、彼は公正で慈悲深く、国家の諸事に良く配慮し、また非常に度量が広く社交的であった」と評しており、インドで虜囚となっていた際にはカーブルの市場で「正義とドースト・ムハンマドはどこへいった」といった声が上げられていたと記す。
一方、若年時には「わがままで不誠実、執念深い」という世評があったとも書き記しており、1848年の著書出版時に王位に返り咲いたドースト・ムハンマドが「以前の彼の素朴な人格や、虚飾や典礼への嫌悪とは完全に矛盾する行動」をとっていると批判的に記す。